# Borre
Borre ist eine französische Gemeinde mit 564 Einwohnern (Stand: 2022) im Département Nord in der Region Hauts-de-France. Sie gehört zum Arrondissement Dunkerque und ist Mitglied im Gemeindeverband Cœur de Flandre Agglo. Die Bewohner werden Borrois und Borroises genannt.

## Geografie

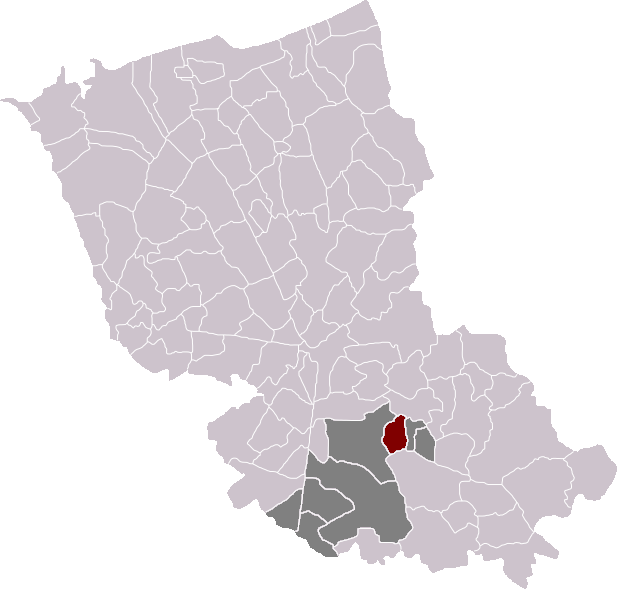
Lage von Borre im Arrondissement Dunkerque

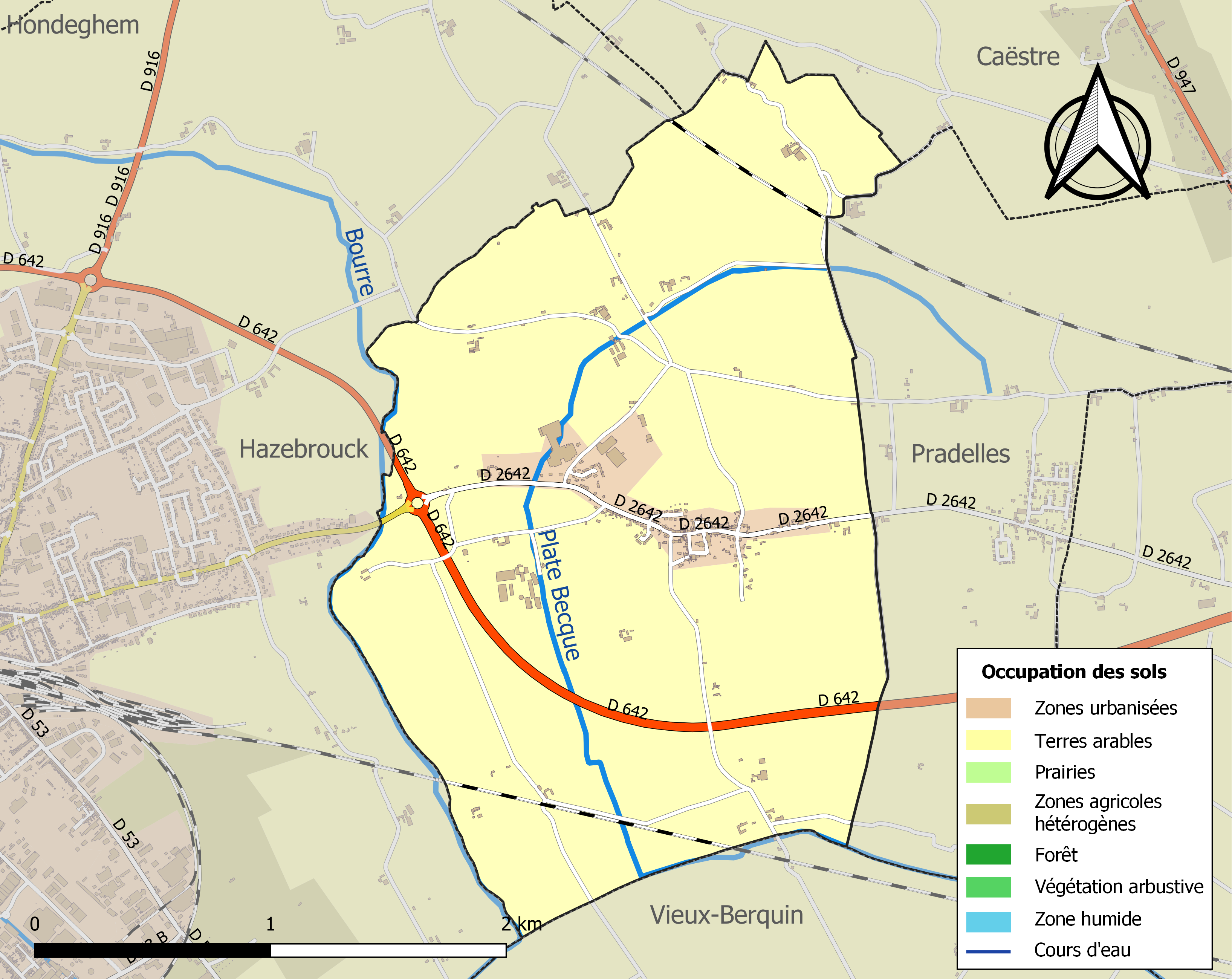
Bodennutzung, Hydrografie und Infrastruktur der Gemeinde (2018)

Borre liegt in Französisch-Flandern, etwa 37 Kilometer südsüdöstlich von Dünkirchen und etwa zehn Kilometer südwestlich der Grenze zu Belgien. Die Gemeinde befindet sich in der Région naturelle Houtland. Sie wird im Westen durch den Leie-Nebenfluss Bourre begrenzt, im Norden durch die Noord Becque, im Süden durch die Plate Becque. Die zeitweise trockenfallende Longue Becque durchquert das Gemeindegebiet in einem weiten Bogen. Das Zentrum liegt auf einer Höhe von etwa 30 m. Das Gelände ist generell flach mit einer minimalen Höhe von 17 m im Südwesten an der Mündung der Plate Becque in die Bourre.
Etwa 95 % der Fläche der Gemeinde werden landwirtschaftlich genutzt, etwa 5 % entfallen auf bebaute Flächen (Stand: 2018).
Borre grenzt im Westen und Nordwesten an Hazebrouck, im Nordosten an Caëstre, im Osten an Pradelles und im Süden an Vieux-Berquin.

## Etymologie
Borre wurde 1174 unter dem Namen „Borre“ erwähnt, in der Folge als „Borres“ (1193).

## Bevölkerungsentwicklung
| Jahr                       | 1962 | 1968 | 1975 | 1982 | 1990 | 1999 | 2006 | 2013 | 2020 |
| Einwohner                  | 483  | 455  | 419  | 465  | 473  | 540  | 568  | 595  | 575  |
| Quellen: Cassini und INSEE |      |      |      |      |      |      |      |      |      |

## Sehenswürdigkeiten
- Kirche Saint-Jean-Baptiste mit Ursprüngen aus dem 11. Jahrhundert. Sie birgt zahlreiche Ausstattungsgegenstände, die in der Base Palissy gelistet sind, darunter eine große Anzahl, die als Monument historique der beweglichen Objekte klassifiziert sind.
- Soldatenfriedhof
- Gefallenendenkmal

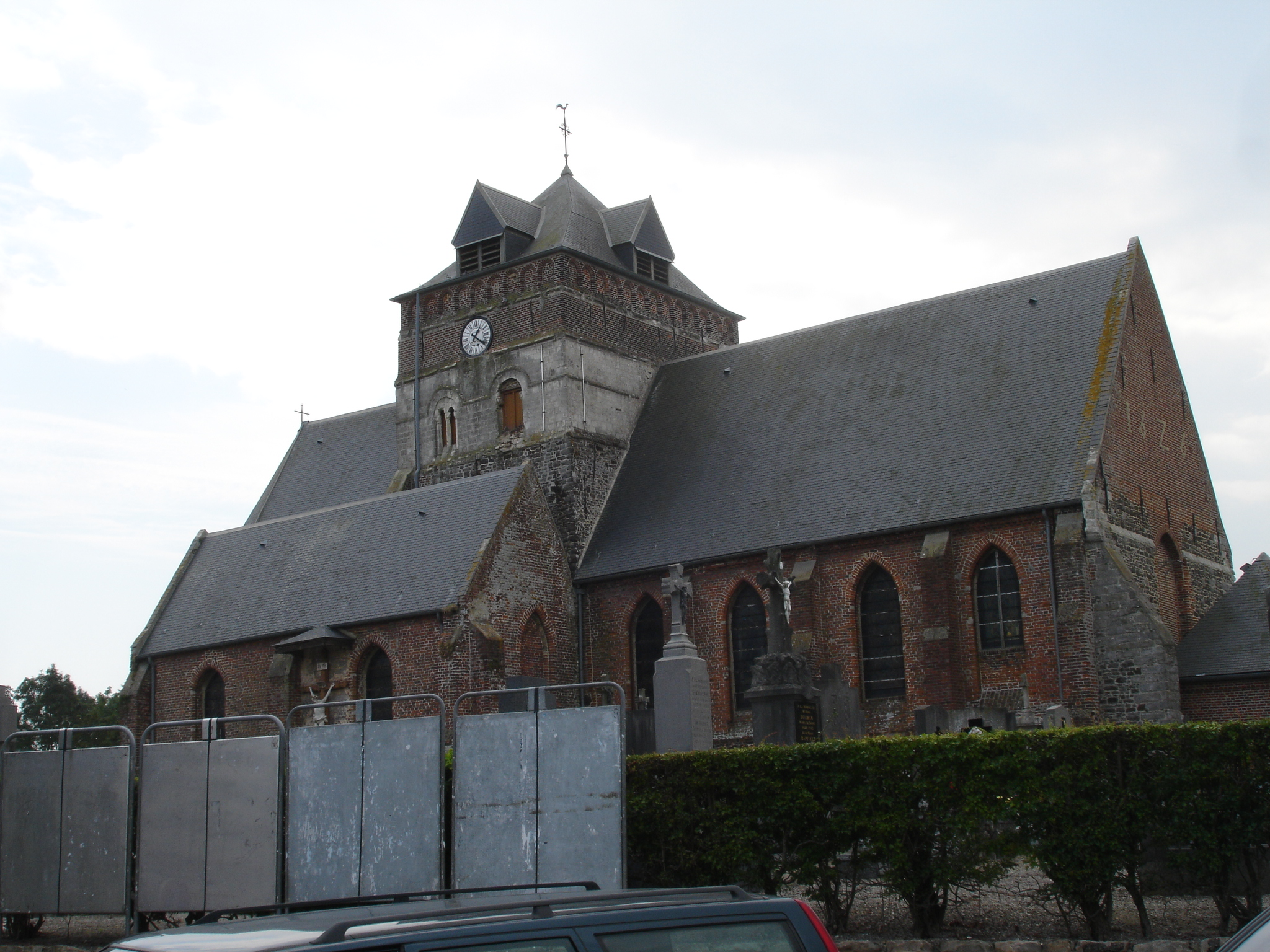
Kirche Saint-Jean-Baptiste
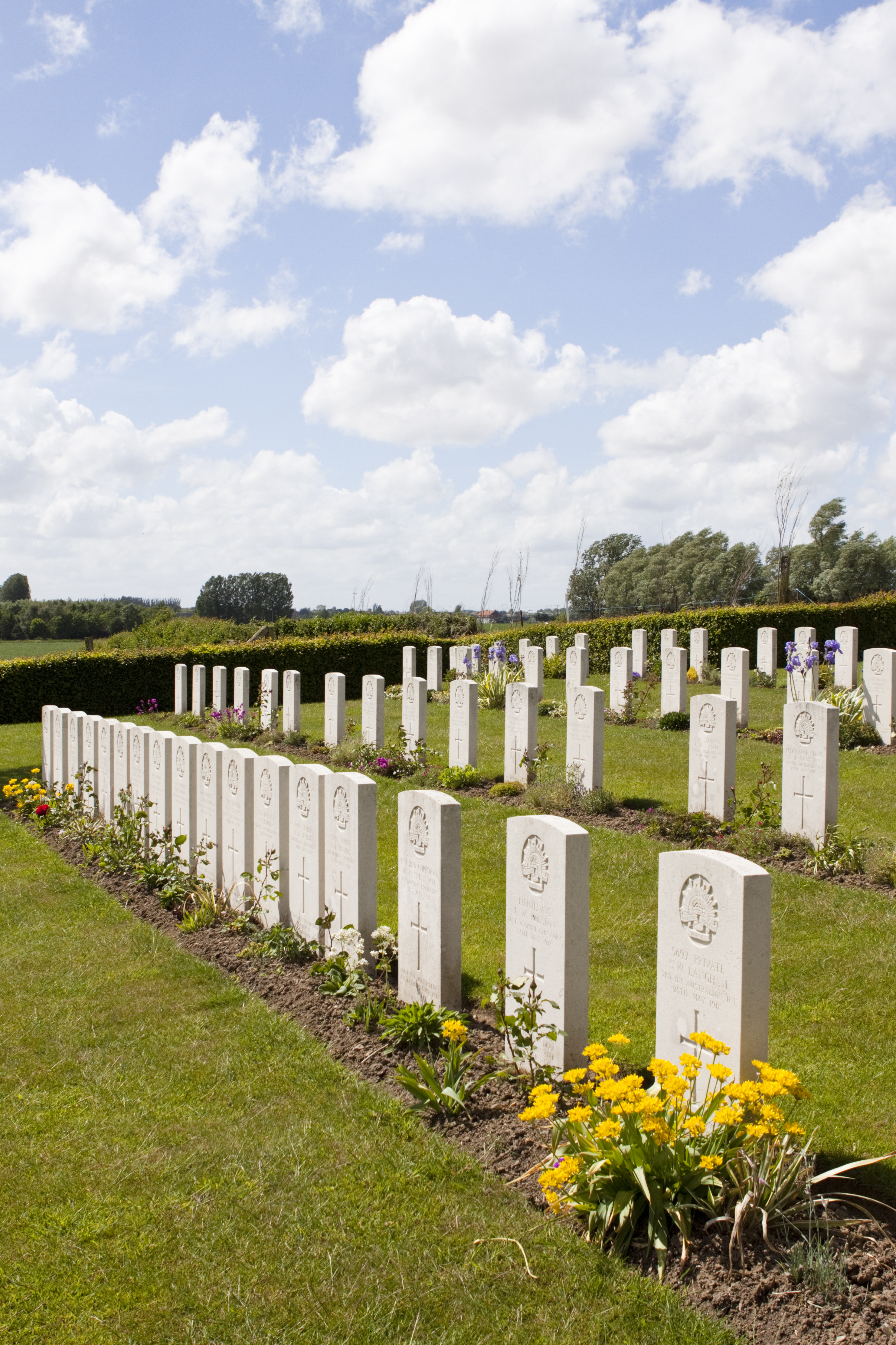
Friedhof gefallener britischer, australischer und deutscher Soldaten
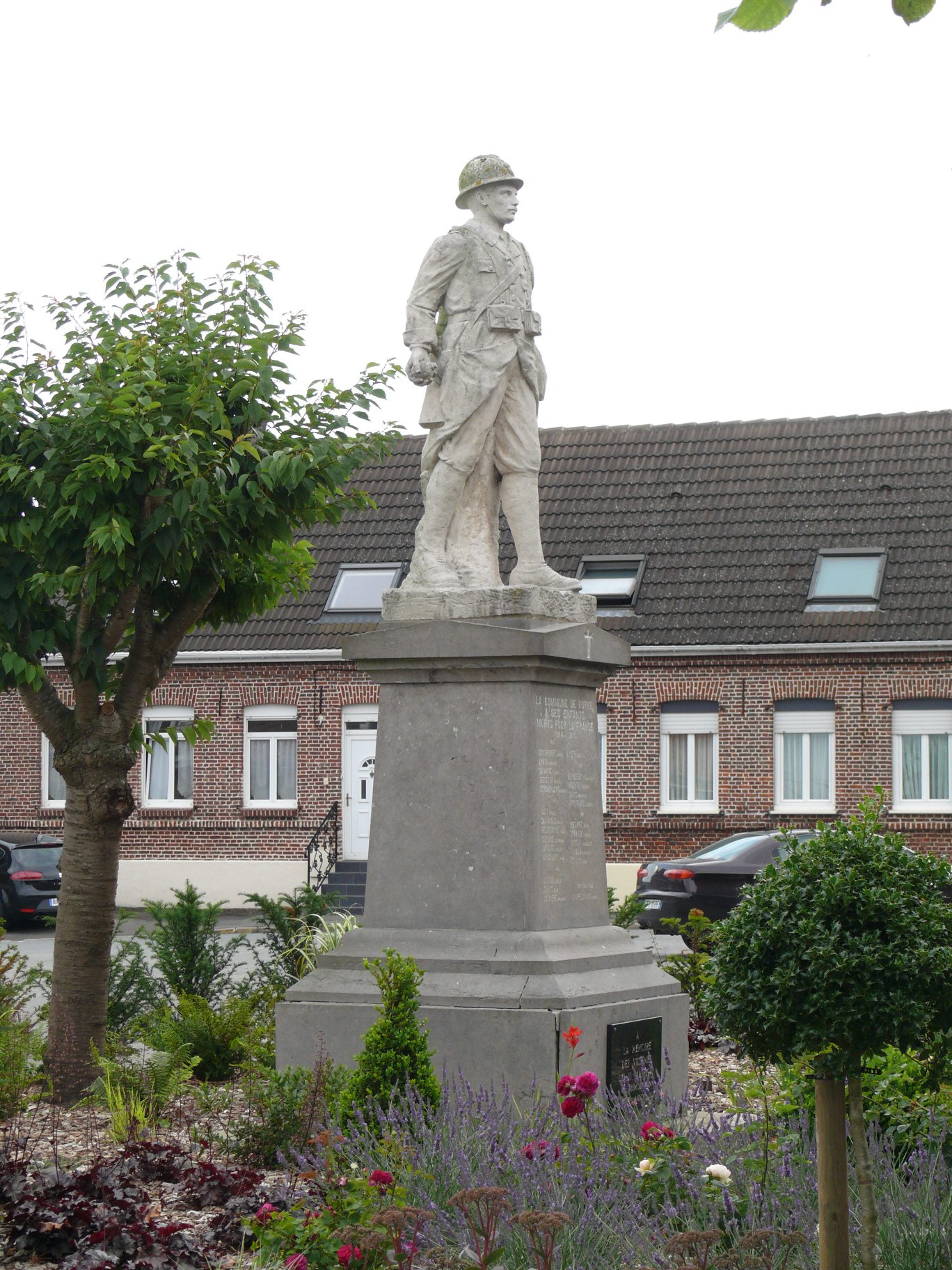
Gefallenendenkmal
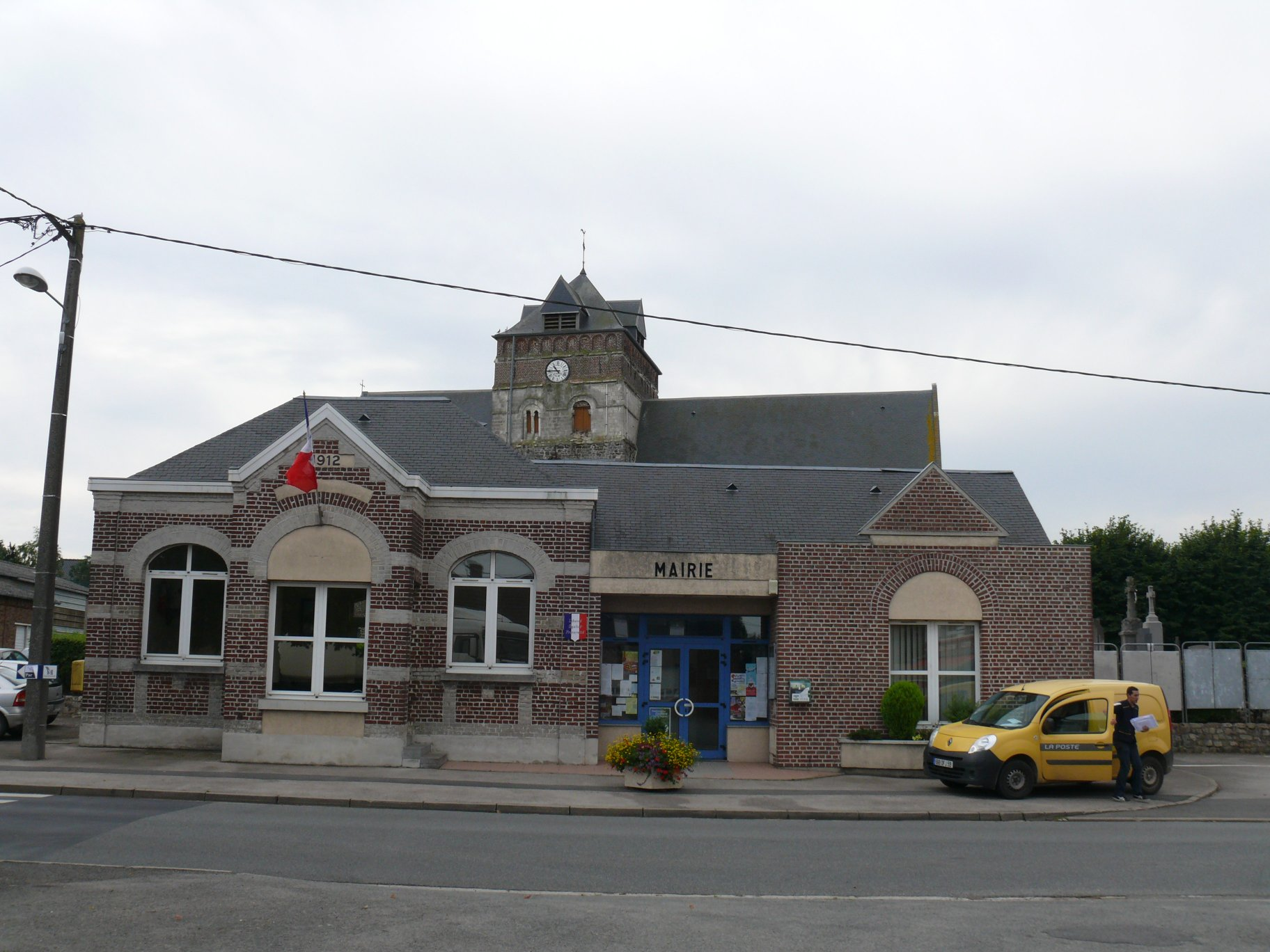
Bürgermeisteramt (Mairie)

## Wirtschaft
Die Firma Corning / SAS Gosselin produziert in Borre Produkte für Mikrobiologie- und Qualitätsprüfungslabore.

## Verkehr
Die Departementsstraße D 642, die ehemalige Route nationale 42 von Boulogne-sur-Mer nach Lille, durchquert das Gemeindegebiet von West nach Ost, wobei das Zentrum von Borre zur Entlastung umfahren wird. Dieses wird durch die D 2642 auf einer ehemaligen Trasse der RN 42 durchquert. Lokale Landstraßen führen zu den Weilern der Gemeinde und zu Nachbargemeinden. Busse einer Linie der Transportgesellschaft Arc-en-Ciel des Départements Nord verbinden Borre mit Hazebrouck im Westen und mit Bailleul im Osten.
Die Eisenbahn-Schnellfahrstrecke LGV Nord von Paris zum Eurotunnel wird durch das nordöstliche Gemeindegebiet ohne Haltepunkt geführt, die Bahnstrecke Lille–Les Fontinettes durch das südwestliche, ebenfalls ohne Haltepunkt.